# Stolování v Číně

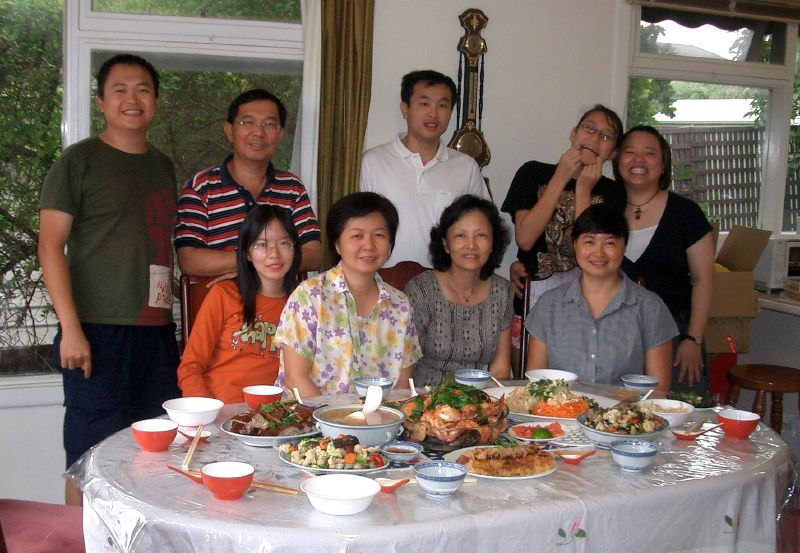
Čínská rodina během mezigeneračního setkání.

Kultura jídla, stolování a určitá pravidla chování jsou neodmyslitelnou součástí čínské kultury a společnosti. Nicméně, v tomto směru se Čína od západních států výrazně liší, proto je dobré se před cestou do Číny informovat a seznámit se se základními pravidly, etiketou. Vyhneme se tak nepříjemnostem, faux pas a případně špatnému prvnímu dojmu. V případě, že budeme dodržovat správnou etiketu stolování, pomůže nám to nejen v rámci obchodních vztahů, ale i v navazování běžných vztahů s čínskými obyvateli.

## Pravidla sezení
Zasedací pořádek je v rámci kultury stolování jedním z nejdůležitějších aspektů. Na zasedací pořádek narazíme zpravidla v rámci společenských událostí, jako jsou svatby, oslavy apod. Je třeba mít na paměti, že při různých společenských příležitostech se hoduje jiným způsobem. Tudíž to bude rozdílné např. v rámci svatby a pohřbu. Na čínský zasedací pořádek má vliv systém čínské hierarchie. Je tedy důležité respektovat výše postavené, naše nadřízené či starší osoby. U čínského stolu vždy narazíme na místo pro „čestného hosta“, kde sedí nejváženější host nebo osoba s nejvyšším společenským postavením. Je třeba mít na paměti, že nejdříve se posadí čestný host a poté opět dle hierarchie/věku všichni ostatní. Přijdeme-li na společenskou událost dříve, je dobré vyčkat s naším usazením na ostatní hosty. V případě, že sedíme u otočného stolu tzv. ‚‚Lazy Susan", se místo čestného hosta běžně nachází naproti vchodu či dveřím. Dle postavení/důležitosti se pak ostatní usazují po pravici/levici čestného hosta. Pokud se nacházíme na velké oslavě s mnoha stoly, stůl čestného hosta se vždy nachází co nejdále od vchodu či dveří.

## Čaj před jídlem
Podávání čaje je zcela běžnou součástí návštěvy restaurace a obvykle se podává hned, jak se usadíte. Zatímco si vybíráte z menu, pije se čaj. Všimnout si můžeme postavení čajové konvice. Část pro nalévání by měla směřovat tam, kde nikdo nesedí. Nesmí ukazovat na hosta, neboť je to symbol vyhnanství a také toho, že host není vítán. Pokud nám někdo nalévá čaj a máme již dost, je dobré poklepat 2x/3x  prsty na stůl. Tímto osobě poděkujeme a naznačíme, že již máme čaje dost.

## Pravidla pro užívání jídelních hůlek
Jídelní hůlky se v čínské společnosti používají již 4000 let a v průběhu let se zformovaly jak pravidla, tak i tabu při užívání jídelních hůlek. Jídelní hůlky bychom neměli zapichovat do misky s rýží, jelikož tento akt připomíná pohřby a uctívání předků. Dále bychom neměli hůlkami ťukat do nádobí, protože je to považováno za symbol žebrání o jídlo. Za neslušné se také považuje míchání jídla hůlkami, používání hůlky místo vidličky, ukazování hůlkami na lidi/ předměty či pokládání hůlek vertikálně do misky.

## Chování při jídle
Jak již bylo zmíněno, v rámci hierarchie bychom měli vždy vyčkat a začít jíst až po starších, výše postavených hostech. To stejné platí v případě, že výše postavení hosté skončí s jídlem. V tomto případě bychom s jídlem měli skončit také. Pokud jsme hostitelem, jíme vždy až jako poslední. Sedíme-li u otočného stolu, je třeba dávat pozor, kdy stůl otočíme. Za neslušné se považuje otáčení, když si jiní hosté berou jídlo.
Pokud se jídlo ke strávníkům nosí postupně, či se podává specialita, jídlo nejprve putuje k čestnému hostu a poté se jídlo posílá podél hodinových ručiček k dalším strávníkům. Každý strávník má svou misku s rýží a do této misky vkládá maso, zeleninu apod. Při nabírání jídla je třeba brát ohled na ostatní a ze začátku ochutnat od všeho trochu . Zatímco v západních státech je běžné se při jídle naklánět nad talíř, v Číně misku držíme v ruce. Pokud bychom se nakláněli nad misku, je to považováno za velice neslušné chování. Při jídle je důležité si všímat ostatních hostů, nesledovat televizi, nekoukat do mobilu, zkrátka neprovádět při jídle jiné aktivity.Zdvořilým gestem je například doplňování misky starším/výše postaveným. Naopak, pokud starší osoba doplní misku nám, je dobré poděkovat.  Při jídle bychom neměli hltat, dávat si příliš velká sousta, nemlaskat, žvýkat nahlas či vyplazovat/ukazovat při jídle jazyk. Co se týče vybírání kostí, k vybírání použijeme hůlky nebo ruce a kosti pokládáme na talíř na stole. Pokud bychom potřebovali kýchnout či zakašlat, je důležité si zakrýt ústa kapesníkem nebo ubrouskem a odvrátit se od stolu. Je jisté, že ne všechny pokrmy nám budou chutnat a i kdybychom měli nutkání jídlo vyplivnout či vyndat z úst, je to považováno za neslušné. V tomto případě bychom měli odejít od stolu a teprve poté jídlo vyplivnou. Mezi každým jídlem má host možnost použít párátko, nicméně při používání bychom si druhou rukou měli zakrýt ústa.

## Konverzace
Pokud se nacházíme na obchodním setkání a součástí je večeře či oběd, nemůžeme při jídle očekávat diskuzi týkající se obchodu. Při jídle je pro čínské obyvatelstvo důležité budovat „Kuang-si“. Je vhodné držet se nekontroverzních témat a být připraven odpovídat na osobní otázky typu věk, váš příjem či zdali jste svobodný/ženatý.

## Přípitek
Po usazení obvykle následuje přípitek. Hostitel nejdříve připíjí na čestného hosta. Při přípitku s hostitelem či dalšími hosty je považováno za zdvořilé ťuknout skleničkou níže než je okraj skleničky. V průběhu akce není neobvyklé obcházet jednotlivé hosty a s každým si připít. Nemůžeme-li z určitého/osobního důvodu pít alkohol, je dobré informovat ostatní, abychom nechtěně neurazili. Dobrou výmluvou pro vyhnutí se alkoholu jsou zdravotní, náboženské důvody či řízení vozidla. Nicméně v rámci budování obchodních vztahů je dobré s sebou na večeři přivést osobu, která alkohol konzumovat bude, neurazíte tak své obchodní partnery. Rozhodneme-li se na oslavě alkohol konzumovat ale zároveň se nechceme hned opít, je dobré nedopíjet sklenici. Je to signál, že máte prozatím dost a hosté vám nebudou dolévat. 